# Anax tumorifer
Anax tumorifer är en trollsländeart som beskrevs av Mclachlan 1885. Anax tumorifer ingår i släktet Anax och familjen mosaiktrollsländor. IUCN kategoriserar arten globalt som livskraftig. Inga underarter finns listade i Catalogue of Life.